# Euphorbia alcicornis
Euphorbia alcicornis es una especie de fanerógama perteneciente a la familia Euphorbiaceae.

## Distribución y hábitat
Es endémica de Madagascar donde se encuentra en la provincia de Antananarivo en la región de Analamanga. Su hábitat son las áreas rocosas. Está tratada en situación de pérdida de hábitat.

## Taxonomía
Euphorbia alcicornis fue descrito por John Gilbert Baker y publicado en Journal of the Linnean Society, Botany 22: 517. 1887.
Etimología
Euphorbia: nombre genérico que deriva del médico griego del rey Juba II de Mauritania (52 a 50 a. C. - 23), Euphorbus, en su honor – o en alusión a su gran vientre – ya que usaba médicamente Euphorbia resinifera. En 1753 Carlos Linneo asignó el nombre a todo el género.
alcicornis: epíteto latino que significa "como cuernos de alce".